# Кирил II Йерусалимски
Кирил II Йерусалимски е йерусалимски патриарх от 1845 до 1872 година. Кирил не признава схизмата, наложена на Българската екзархия в 1872 година.

## Биография
Роден е в 1790 или 1792, или 1795 година на остров Самос със светското име Константинос Критикос (Κωνσταντίνος Κρητικός). В 1816 година се замонашва в самоския манастир „Въздвижение на светия кръст“. В същата година е ръкоположен за дякон от митрополит Кирил Самоски. В 1818 година епископ Амвросий Стагийски го ръкополага за презвитер.
В 1820 година заминава за Цариград и след среща с патриарх Поликарп Йерусалимски заминава за Йерусалим и се присъединява към Божигробското братство. На 10 ноември 1830 година е ръкоположен за севастийски архиепископ. На 17 октомври 1836 година е избран за лиденски архиепископ. На 16 март 1845 година е избран за йерусалимски патриарх.
В 1853 година патриарх Кирил II основава Богословското училище на светия кръст в Йерусалим.
Поддържа много добри отношения с руската мисия в Светите места.
Кирил ІІ Йерусалимски има благосклонно отношение към българите. Той подкрепя архимандрит Павел Божигробски и го назначава за главен представител на йерусалимските таксидиоти в Солун В 1850–1866 година. Първото си становище по българския църковен въпрос дава в отговора си от 24 януари 1869 година до патриарх Григорий VI Константинополски по повод на посланието му от 16 декември 1868 година за свикване на вселенски събор. Заедно с патриарсите на Александрия и Антиохия пристига на събора, свикан през септември 1872 година от патриарх Антим VI Константинополски, но прави всичко възможно да не се стигне до подготвяното решение, с което Българската екзархия е обявена на 18 (30) септември за схизматична и привържениците ѝ отлъчени. На 14 септември патриарх Кирил заминава за Йерусалим под предлог да посрещне руския велик княз Николай Николаевич, който скоро щял да пристигне в Светите места. Кирил ІІ не оставя свой заместник в събора и така Йерусалимската патриаршия не подписва акта за схизмата.
На 7 ноември 1872 г. архиереите на Йерусалимската църква с изключение на митрополит Нифонт Назаретски гласуват за свалянето на патриарх Кирил II, като го обявяват за привърженик на схизматиците. Валията на Йерусалим Назиф паша му известява на 18 декември, че Високата порта е одобрила неговото низвергване и му нарежда незабавно да тръгне за пристанището Яфа, а оттам с правителствен кораб за Цариград.
Патриарх Кирил II обаче продължава да е популярен сред паството си, особено сред православните араби. След две години, главно поради исканията на православното арабско население и духовенството, на 26 февруари 1875 г. Светият синод на Йерусалимската патриаршия сваля новия патриарх Прокопий ІІ, въпреки протестите на Константинополската патриаршия. Арабските първенци от Йерусалим молят бившия патриарх Кирил да се кандидатира отново за патриаршеския престол, но с пастирско послание, публикувано във вестниците, той отклонява тази покана под предлог на старост.
В 1875 година схизмата над него е вдигната. Живее в Цариград, където умира на 18 август 1877 година.